# Johann Evangelist Hölzl
Johann Evangelist Hölzl (auch Johann Evangelista; * im März 1716 in Dietramszell; † 1. Oktober 1765 in Ingolstadt) war ein Maler des Rokoko im bayerischen Ingolstadt.

## Leben
Von den Ingolstädter Malern des 18. Jahrhunderts ragt Johann Evangelist Hölzl hervor. Seine Eltern stammen aus Mühltal. Er wurde am 6. März 1716 getauft, wurde also kurz zuvor oder am gleichen Tag geboren. Er heiratete vor 1747 eine Margaretha Antonia, mit der er 1747 in Ingolstadt als Bürger aufgenommen wurde. Aus der Ehe gingen fünf Kinder hervor. 1753 erwarb er in der Lebzeltergasse 2 ein Haus. 1761 wurde er in den Äußeren Rat der Stadt gewählt. Er starb an einer Krankheit, die er sich bei der Freskierung im Rahmen der Barockisierung der Ingolstädter Moritzkirche zugezogen hatte.
Zwei Brüder von ihm, Andreas und Felix, waren ebenfalls Maler; Felix war in Straubing ansässig und ist insbesondere durch den Totentanz-Freskenzyklus von 1763 in der Seelenkapelle des Petersfriedhofes bekannt.

## Werke
Hölzls Stärke liegt in der Portraitkunst; er selbst bezeichnete sich als „Bildnismaler“. Er schuf auch Historienbilder für Altäre und Heiligenbilder, sämtliche in Öl auf Leinwand. Hölzl war auch Freskant; es haben sich allerdings kaum Fresken von ihm erhalten. Seine religiösen Bilder findet man in einer Reihe von Kirchen in und um Ingolstadt. Das Stadtmuseum Ingolstadt ist im Besitz einiger seiner Portrait-Gemälde, weitere sind in Privatbesitz. 1985 zeigte das Diözesanmuseum Eichstätt eine Ausstellung von 12 Werken Hölzls. An – zum Teil ehemals – standortgebundenen Gemälden Hölzls sind bekannt:
- Etting, Pfarrkirche, Altarbild „St. Mang von Füssen“, Altarbild „Hl. Antonius von Padua“
- Lenting, Pfarrkirche St. Nikolaus, Hochaltarbild „Der hl. Nikolaus vor der Immaculata, die vier Erdteile ihn huldigend“
- Böhmfeld, Pfarrkirche, Hochaltarbild, den hl. Bernhard und Maria darstellend; es stammt wie der Altar aus der säkularisierten Kaisheimer Kapelle in Ingolstadt
- Ingolstadt, Pfarrkirche St. Moritz, Herz-Jesu-Bild, sowie „Die Thebäische Legion“
- Ingolstadt, Franziskanerkirche, Altarbild
- Oberhaunstadt, Pfarrkirche, Auszugsbilder der Seitenaltäre, „Hl. Antonius von Padua“ und „Hl. Aloysius“
- Mailing, Pfarrkirche, Altarbild „Mantelspende des hl. Martin“
- Stammham, Pfarrkirche, Altarbild
- Egweil, Pfarrkirche, Kreuzweg
- Weichering, Antoniuskapelle, Altarbild
- Neuburg an der Donau, Heilig-Geist-Bürgerspital, Altarbild
- Eichstätt, Schutzengelkirche
- Eichstätt, Priesterseminar
- Hilpoltstein, Pfarrkirche, Aloysiusbild
- Tegernbach bei Pfaffenhofen/Ilm, Pfarrkirche, Maria-Hilf-Bild
- Elsendorf (Mainburg), Pfarrkirche, Altarbild